# Chiesa di San Rocco (Viadanica)
La chiesa di San Rocco in Lerano è una chiesa romanica risalente alla seconda metà del XIII secolo.
È collocata nel territorio del Basso Sebino, in un paese ad est di Bergamo, Viadanica, nella contrada di Lerano.

## Descrizione
La chiesa è situata all'interno di una torre medievale. La struttura ha subito modifiche e destinazioni d'uso, nel corso dei tempi. 
Attualmente, la torre è circondata dai vari edifici abitativi sorti negli anni, e sono visibili solo due facciate.

### Esterno
Esternamente si caratterizza dalla struttura muraria, con pietre anche di grosse dimensioni. Guardando le aperture, si può datare la costruzione alla seconda metà del XIII secolo.  Alla base, la muratura si allarga (prende l'inclinazione della cosiddetta scarpa), per attribuire maggiore solidità ai muri perimetrali (anch'essi di notevole spessore). 
Nella parte alta si evidenziano ulteriori interventi di ricostruzione di alcune parti murarie, forse dovuti alla creazione delle aperture a finestra. 
Il tetto è a due falde, realizzato nel XX secolo, che sostituì la struttura più antica. 
Il portone d'accesso è caratterizzato da un arco, databile tra la seconda metà del XIII e l'inizio del XIV secolo. 

### Interno
La chiesa è composta da un'unica aula a pianta quadrata. Un'unica apertura funge da ingresso.
All'interno, a base quadrata, si accede salendo tre gradoni. La parte superiore è a volta. I muri, come all'esterno, si presentano spogli dell'intonaco e con segni di ristilatura dei giunti tra le pietre; l'attuale configurazione è risultata da recenti interventi che hanno interessato anche la pavimentazione completamente sostituita.